# Hubersdorf
Hubersdorf (im lokalen Dialekt Hopperschte) ist eine politische Gemeinde im Bezirk Lebern des Kantons Solothurn in der Schweiz.

## Geographie
Hubersdorf liegt auf 480 m ü. M., 5,5 Kilometer nordöstlich des Kantonshauptortes Solothurn (Luftlinie). Das Dorf erstreckt sich in der Talniederung der Siggern zwischen dem Jurasüdhang im Norden und der Höhe bei Scheidwegen im Süden, in der Region Unterleberberg, im Solothurner Mittelland.
Die Fläche des nur gerade 1,4 km² grossen Gemeindegebiets umfasst einen kleinen Abschnitt am Fuss des Jurasüdhangs. Den zentralen Teil bildet die offene Talmulde, die von Westen nach Osten von der Siggern, einem linken Zufluss der Aare, durchflossen wird. Nach Norden erstreckt sich der Gemeindeboden bis an den Jurahang und erreicht unterhalb von Kammersrohr mit 540 m ü. M. die höchste Erhebung von Hubersdorf (Ortsteil Rainacher). Südlich des Siggerntälchens reicht das Gebiet über die Höhen von Scheidwegen (bis 509 m ü. M.), ein aus der Eiszeit stammender Moränenwall entlang der Aare, bis an den Rand der Schotterterrasse von Flumenthal. Von der Gemeindefläche entfielen 1997 15 % auf Siedlungen, 32 % auf Wald und Gehölze, 52 % auf Landwirtschaft und etwas weniger als 1 % war unproduktives Land.
Zu Hubersdorf gehören der Ortsteil Scheidwegen (496 m ü. M.) und einige neue Wohnquartiere wie das Mittlerfeld (490 m ü. M.), der Langacher (ebenfalls 490 m ü. M.) und der höher gelegene Rainacher (540 m ü. M.). Nachbargemeinden von Hubersdorf sind von Norden im Uhrzeigersinn drehend Günsberg, Kammersrohr, Attiswil (einziger bernischer Nachbar), Flumenthal und Riedholz.

## Bevölkerung
Mit 717 Einwohnern (Stand 31. Dezember 2023) gehört Hubersdorf zu den kleineren Gemeinden des Kantons Solothurn. Von den Bewohnern sind 98,0 % deutschsprachig, 0,6 % französischsprachig und 0,5 % sprechen Albanisch (Stand 2000). Die Bevölkerungszahl von Hubersdorf belief sich 1850 auf 201 Einwohner, 1900 auf 223 Einwohner. Im Verlauf des 20. Jahrhunderts stieg die Bevölkerungszahl kontinuierlich an. Besonders seit 1980 (477 Einwohner) wurde eine deutliche Bevölkerungszunahme verzeichnet.

## Wirtschaft
Hubersdorf war bis in die zweite Hälfte des 20. Jahrhunderts ein vorwiegend durch die Landwirtschaft geprägtes Dorf. Die Wasserkraft der Siggern wurde früher für den Betrieb von Mühlen und Sägereien genutzt. Noch heute haben der Ackerbau und der Obstbau sowie die Viehzucht einen gewissen Stellenwert in der Erwerbsstruktur der Bevölkerung. Weitere Arbeitsplätze sind im lokalen Kleingewerbe und im Dienstleistungssektor vorhanden. In der Gemeinde sind heute Betriebe des Cheminéebaus, der Architektur, der Informatik und des Gartenbaus vertreten. Hubersdorf ist Standortgemeinde der Kreisschule Unterleberberg. Die insgesamt 165 Schüler aus der Region sind in neun Klassen aufgeteilt, je drei für die Bezirksschule, die Sekundarschule und die Oberschule. In den letzten Jahrzehnten hat sich das Dorf zu einer Wohngemeinde entwickelt. Viele Erwerbstätige sind deshalb Wegpendler, die hauptsächlich in der Region Solothurn arbeiten.

## Verkehr
Die Gemeinde liegt abseits der grösseren Durchgangsstrassen an einer Verbindungsstrasse von Attiswil nach Günsberg. Der nächste Anschluss an die Autobahn A1 (Bern-Zürich) befindet sich rund 5 km vom Dorf entfernt. Durch einen Postautokurs, welcher die Strecke von Solothurn nach Balm bei Günsberg bedient, ist Hubersdorf an das Netz des öffentlichen Verkehrs angebunden. Ausserdem ist die Haltestelle der Aare Seeland mobil im benachbarten Flumenthal in rund 15 Fussminuten vom Dorfzentrum aus zu erreichen.

## Geschichte
Die erste urkundliche Erwähnung des Ortes erfolgte 1201 unter dem Namen Huopelstorff. Später erschienen die Bezeichnungen Hupolstron (1374), Hupelstrin (1399), Huppolstorff (1500), Hupelstorf (1508) und Hupperstorff (1525, 1555). Der Ortsname geht auf den althochdeutschen Personennamen Huopold und das Wort dorn (Dornstrauch) zurück und bedeutet somit beim Dornverhau des Huopold. Noch heute ist in der näheren Umgebung der Name Hopperschte gebräuchlich. Sogar die Webseite der Gemeinde ist alternativ unter diesem Namen erreichbar.
Seit dem Mittelalter unterstand Hubersdorf der Herrschaft Balm. Zusammen mit dieser Herrschaft gelangte das Dorf 1312 als Reichslehen an die Grafen von Strassberg und nach verschiedenen Besitzerwechseln 1411 an Solothurn. Schon seit 1344 hatte die Stadt die hohe Gerichtsbarkeit über Hubersdorf inne. Im 15. Jahrhundert unterstand das Dorf der Vogtei Balm, ab 1487 war es Teil der Vogtei Flumenthal. Nach dem Zusammenbruch des Ancien Régime (1798) gehörte Hubersdorf während der Helvetik zum Verwaltungsbezirk Solothurn und ab 1803 zum Bezirk Lebern. Hubersdorf gehört zur Pfarrei Flumenthal und besitzt seit 1987 mit der Dorfkapelle Heilig Kreuz ein eigenes Gotteshaus.

## Persönlichkeiten
Otto Morach (1887–1973), Kunstmaler

## Wappen
Blasonierung: In Rot, rechts sechsstrahliger gelber Kugelstern, links aufrecht stehendes schwarzes Stoss-Hufmesser (Boutoir).
Das Wappen wurde 1941 eingeführt.